# فرانسيس لاي
فرانسيس لاي (بالفرنسية: Francis Lai)‏ (26 أبريل 1932 في نيس - 7 نوفمبر 2018) هو ملحن وعازف أكورديون فرنسي. اشتهر بسبب الموسيقى التصويرية التي ألفها للافلام.

## حياته
عرف في الخمسينات من القرن الماضي كعازف للمغنية الفرنسية إديت بياف الذي كتب لها ولغيرها الكثير من الأغاني مثل جوليت غريكو وبيتولا كلارك وإلا فيتزجيرالد وجوني هاليداي، وتوم جونيس وميريي ماتيو وفرانك سيناترا.
حصل على شهرة عالمية بألحانه الموسيقية للأفلام مثل رجل وامرأة (1966)، قصة حب (1970)، بيليتيس (1976) وأيمانويل (1976) أيضا، التي بيعت منها 6ملايين نسخة.

## الجوائز
- جائزة الأوسكار لأفضل موسيقى تصويرية عن فيلم قصة حب (1970)
- جائزة جولدن جلوب لأفضل موسيقى تصويرية عن فيلم قصة حب (1970)
- جائزة سيزر لأفضل موسيقى تصويرية عن فيلم اتجاهات فتاة مدللة (1988)

## ترشيحات الجوائز
- ترشيح لجائزة جولدن جلوب لأفضل موسيقى تصويرية عن فيلم رجل وامرأة (1966)
- ترشيح لجائزة بافتا انتوني اسكويتس عن موسيقى فيلم العيش من أجل الحياة (1967)
- ترشيح لجائزة جولدن جلوب لأفضل موسيقى تصويرية عن فيلم العيش من أجل الحياة (1967)
- جائزة غرامي لأفضل موسيقى تصويرية عن فيلم قصة حب (1970)
- ترشيح لجائزة بافتا انتوني اسكويتس عن موسيقى فيلم السنة الجيدة (1973)
- جائزة سيزر لأفضل موسيقى تصويرية عن فيلم بيليت (1977)
- جائزة سيزر لأفضل موسيقى تصويرية عن فيلم تلك وغيرها (1981)
- جائزة سيزر لأفضل موسيقى تصويرية عن فيلم حوداث أو صدف (1998)

## وصلات خارجية
- فرانسيس لاي على موقع IMDb (الإنجليزية)
- فرانسيس لاي على موقع ألو سيني (الفرنسية)
- فرانسيس لاي على موقع ميوزك برينز (الإنجليزية)
- فرانسيس لاي على موقع تيرنر كلاسيك موفيز (الإنجليزية)
- فرانسيس لاي على موقع أول موفي (الإنجليزية)
- فرانسيس لاي على موقع قاعدة بيانات برودواي على الإنترنت (الإنجليزية)
- فرانسيس لاي على موقع قاعدة بيانات الأفلام السويدية (السويدية)
- فرانسيس لاي على موقع أول ميوزيك (الإنجليزية)
- فرانسيس لاي على موقع ديسكوغز (الإنجليزية)
- فرانسيس لاي على موقع قاعدة بيانات الفيلم (الإنجليزية)
- موقع فرانسيس لاي (بالفرنسية والإنجليزية)